# نبرد پلاگونیا
نبرد پلاگونیا (انگلیسی: Battle of Pelagonia) که در ابتدای تابستان یا پاییز ۱۲۵۹ به وقوع پیوست، نبردی میان امپراتوری نیقیه و نیروهای متحد امارت اپیروس، پادشاهی سیسیل و شاهزاده‌نشین آخا بود که در نهایت با پیروزی امپراتوری نیقیه همراه شد. این نبرد حادثه‌ای مهم در تاریخ مدیترانه شرقی بود که منجر به بازپس‌گیری قسطنطنیه توسط یونانی و سقوط دولت لاتینی‌ها در سال ۱۲۶۱ شد.